# Jeux interdits
Jeux interdits is een Franse dramafilm uit 1952 onder regie van René Clément. Hij won met deze film de Gouden Leeuw op het filmfestival van Venetië. De film won de New York Film Critics Circle Award 1952 voor beste buitenlandse film. Tevens won de film een BAFTA Award. De film is gebaseerd op de roman Les Jeux interdits van de Franse auteur François Boyer.

## Verhaal
De film speelt zich af in 1940. Bij de inval van de Duitsers in Parijs verliest de 5-jarige Paulette haar ouders. Zij ontmoet de boerenzoon Michel, die haar meeneemt naar de boerderij van zijn ouders. Beiden trachten de sterfgevallen om zich heen te verwerken. Ze doen dat door een kerkhof voor dieren aan te leggen.

## Rolverdeling
| Acteur           | Personage      |
| ---------------- | -------------- |
| Georges Poujouly | Michel Dollé   |
| Brigitte Fossey  | Paulette       |
| Amédée           | Francis Gouard |
| Laurence Badie   | Berthe Dollé   |
| Suzanne Courtal  | Madame Dollé   |
| Lucien Hubert    | Vader Dollé    |
| Jacques Marin    | Georges Dollé  |
| Pierre Merovée   | Raymond Dollé  |
| André Wasley     | Vader Gouard   |
| Louis Saintève   | Priester       |